# Barbara Askins
Barbara S. Askins (n. 1939, Belfast, Irlanda de Nord, Regatul Unit) este o chimistă americană. Este cunoscută pentru invenția sa pentru o metodă de îmbunătățire a negativelor fotografice subexpuse. Această dezvoltare a fost utilizată pe scară largă de către NASA și în industria medicală. A câștigat titlul de Inventator Național al Anului în 1978.

## Primii ani, educația și cariera
Askins s-a născut în Belfast, Tennessee în 1939. Și-a început cariera ca profesor. După ce cei doi copii ai ei au început școala, Askins s-a întors la facultate pentru a-și finaliza diploma de licență în chimie și a obținut masterul în chimie. Ea s-a alăturat Centrului de Zbor Spațial Marshall (Marshall Space Flight Center) al NASA în 1975.

## Cariera în Cercetare
Invenția lui Askins a dus la progrese semnificative în domeniul tehnologiei medicale. În special, metoda Askins a determinat îmbunătățiri ale dezvoltării imaginilor cu raze X. Imaginile medicale au devinit brusc ușor de înțeles; asta a însemnat că medicii ar putea reduce dramatic cantitatea de radiații cu raze X pe care le-au oferit pacienților atunci când efectuau teste de rutină sau de urgență. Procesul lui Askins a fost folosit ulterior și în restaurarea fotografiilor vechi. Askins și-a brevetat invenția în 1978 (brevetul american nr. 4.101.780).